# Quadricalcarifera quadrivittata
Quadricalcarifera quadrivittata är en fjärilsart som beskrevs av Sergius G. Kiriakoff 1967. Quadricalcarifera quadrivittata ingår i släktet Quadricalcarifera och familjen tandspinnare. Inga underarter finns listade.